# St. Joseph (Werneuchen)

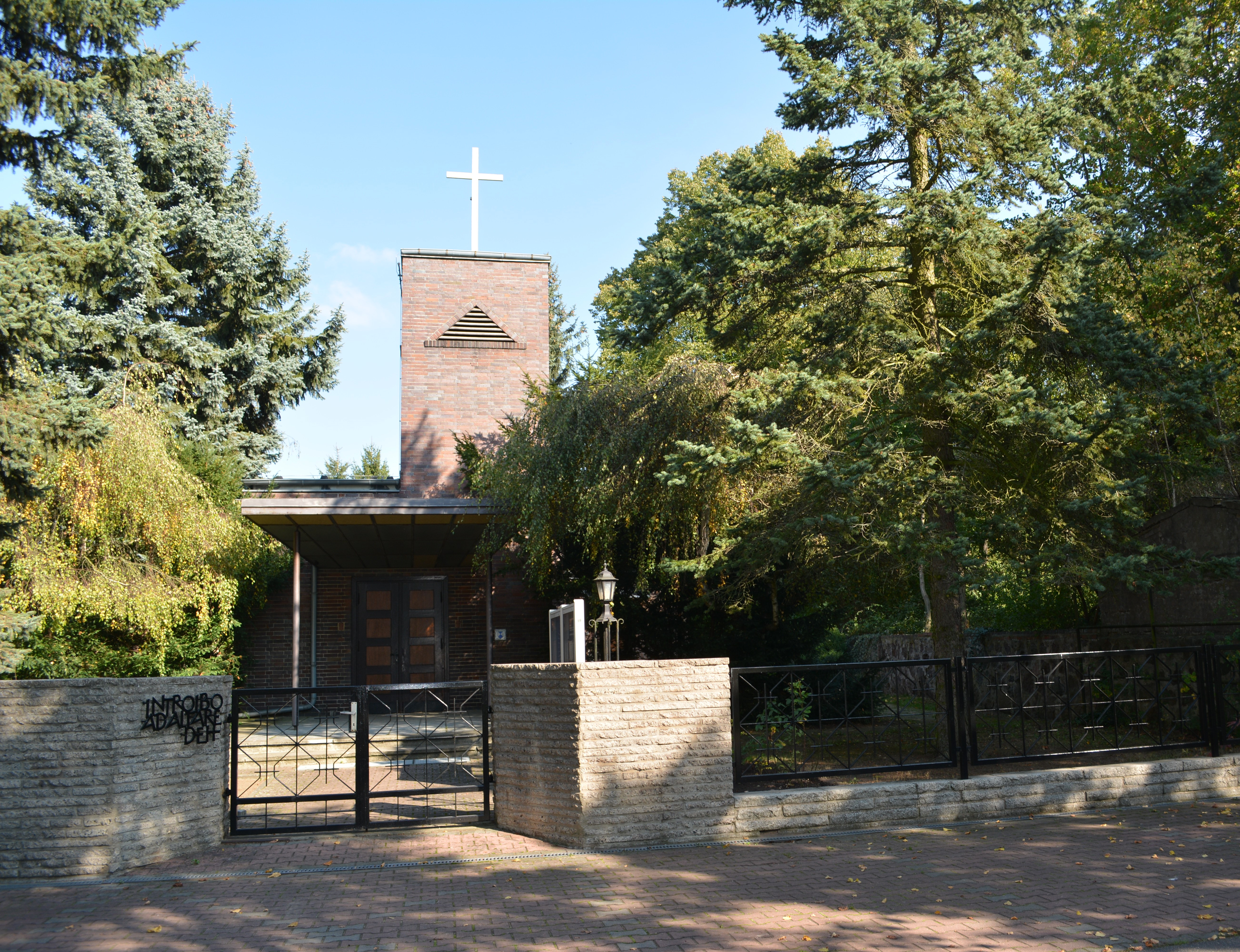
St. Joseph (Werneuchen)

Die römisch-katholische, denkmalgeschützte Pfarrkirche St. Joseph steht in Werneuchen, einer Kleinstadt im Landkreis Barnim des Bundeslandes Brandenburg. Die Kirche gehört zum Erzbistum Berlin.

## Beschreibung
Die mit Klinkern verblendete Saalkirche wurde 1932 in Nord-Süd-Richtung in schlichten Formen des Neuen Bauens errichtet. Der Kirchturm steht an der südöstlichen Ecke des Langhauses, ein Anbau wurde nach 1945 an der Nordostseite errichtet.
Der Innenraum des Langhauses ist mit einer Flachdecke überspannt. Die Kirchenausstattung stammt aus der Bauzeit bzw. den 1950er/60er Jahren. An der Wand hinter dem Altar ist ein 1942 von Egbert Lammers entworfenes Mosaik mit dem Titel St. Joseph Custos Domini angebracht, das die Heilige Familie darstellt. Er entwarf auch die im Krieg zerstörten Fenster. Die Glasgestaltung stammt von Johannes Römer aus Leipzig aus dem Jahr 1972.